# Amersfoort
Amersfoort – miasto w środkowej Holandii, w prowincji Utrecht, nad rzeką Eem (uchodzi do zbiornika Eemmeer). 
Liczba mieszkańców: 159.533 (2012).
Jest to drugie co do wielkości miasto prowincji Utrecht. Przemysł piwowarski, chemiczny. 

## Zabytki
- wieża kościoła Najświętszej Marii Panny

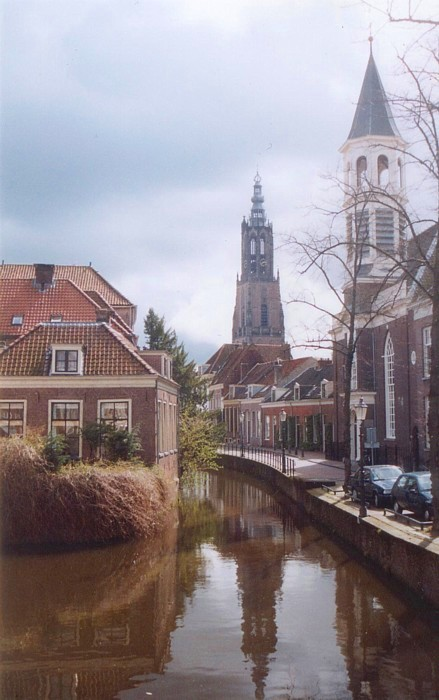
Amersfoort, nad rzeką Eem

## Miasta partnerskie
- Liberec